# Urzędnik maklerski
Urzędnik maklerski (ang. The Stock-broker's Clerk) – opowiadanie Arthura Conana Doyle’a z serii przygód detektywa Sherlocka Holmesa. Pierwsza publikacja w The Strand Magazine w marcu 1893, następna w tomie Wspomnienia Sherlocka Holmesa w 1894. Ilustracje wykonał Sidney Paget.
Inne tytuły polskich przekładów to: Urzędnik maklera, Urzędnik Pickroft, Urzędnik Pycroft, Pracownik biura maklerskiego i Dziwna posada.
Bezrobotny urzędnik Hall Pycroft otrzymuje ofertę pracy w dużym biurze maklerskim. Kilka dni przed podjęciem pracy odwiedza go zagadkowy osobnik, przedstawiający się jako Artur Pinner, proponując zatrudnienie w swojej firmie ze znacznie wyższą płacą pod warunkiem, iż Pycroft zrezygnuje z poprzedniej oferty nie informując o tym pracodawcy. Zdziwiony Pycroft zgadza się znęcony obietnicą wyższych zarobków. W nowej pracy zaangażowany zostaje do zbędnych czynności i mimo dobrej płacy podejrzewa podstęp, bowiem jest jedynym pracownikiem, a firma mieści się w kilku pustych pomieszczeniach. W końcu powiadamia o wszystkim Holmesa.
Detektyw odkrywa, że intryga ta miała na celu powstrzymanie Pycrofta od stawienia się w biurze maklerskim, gdzie podszył się pod niego ktoś inny w zamiarze włamania do tamtejszego sejfu.